# Претароло
Претароло — центрально-южный итальянский диалект, используемый пожилыми жителями итальянской коммуны Пьетракамела. Происхождение претароло неясно, однако большое влияние на него оказали языки и диалекты побережья Адриатического моря, а также жаргоны местных лесорубов.

## История
Первое письменное свидетельство претароло относится к концу XIX века, когда неизвестный информант записал переводы нескольких сотен итальянских слов в опросник лингвиста Франческо Д’Овидио. Первые звукозаписи речи на претароло были созданы в 1964 году доном Никола Йобби, собиравшим лексику, стихи и песни различных народов Италии. В 1978 году Йобби выпустил пластинку Natale sul Gran Sasso («Рождество в Гран-сассо») с двумя записанными песнями на претароло. Чрезвычайно важными для сохранения и развития языка оказались стихотворные произведения Джиневры Бартоломеи (1909—2007), писавшей на претароло после эмиграции в Канаду.

## Примеры фраз на претароло
C’dò quàss? — Что это?
Innà vuò? — Куда ты идёшь?
Iöna ièm alla puörta? — Сейчас мы идём на площадь?
T’iamoij — Я тебя люблю
L’prat d l’priét d l’Prét — Поле священника из Прати ди Тиво (скороговорка)